# تیستوی سبزانگشتی
تیستوی سبزانگشتی (به فرانسوی: Tistou les pouces verts) کتابی‌ست به نویسندگی موریس دروئون نویسنده فرانسوی‌ که در سال ۱۹۵۷ برای کودکان نوشته شده‌است.

## مترجم و انتشار
کتاب تیستوی سبز انگشتی در ایران برای اولین بار در سال ۱۳۵۲ با ترجمه لیلی گلستان از سوی سازمان انتشارات کانون پرورش فکری کودکان و نوجوانان منتشر شد، این کتاب از سوی نشر ماهی نیز انتشار یافته‌است.

## داستان
داستان این کتاب درباره پسرکی به نام تیستو است که درمی‌یابد انگشتانش خاصیت سبزکننده دارند. بذر هر گیاهی که با انگشتان تیستو تماس برقرار کند سبز می‌شود و به سرعت به گیاهی زیبا تبدیل می‌شود. تنها دوست و همدم او باغبان پیری‌ست به نام سبیلو که به تیستو می‌آموزد ویژگی منحصر به فرد انگشتان او می‌تواند تغییرات شگرفی در دنیای اطرافش ایجاد کند. 
تیستو دست به کار می‌شود و با رویاندن گل و گیاه در بیمارستان، باغ‌وحش، زندان و محله فقیرنشینان، زشتی‌ها را به زیبایی بدل می‌کند. او با دستکاری در ادوات نظامی کارخانه پدرش در دهانه توپ‌ها و لوله تفنگ‌ها گل می‌رویاند و به این ترتیب از وقوع جنگ جلوگیری می‌کند.
در پایان داستان، مرگ سبیلو پرسش‌های بسیاری در ذهن تیستو ایجاد می‌کند که کسی نمی‌تواند به آن‌ها پاسخ بدهد. در نهایت تیستو نردبانی از گل می‌سازد و از آن بالا می‌رود تا به باغبان که می‌گویند در آسمان است بپیوندد.